# Rosalie Falk

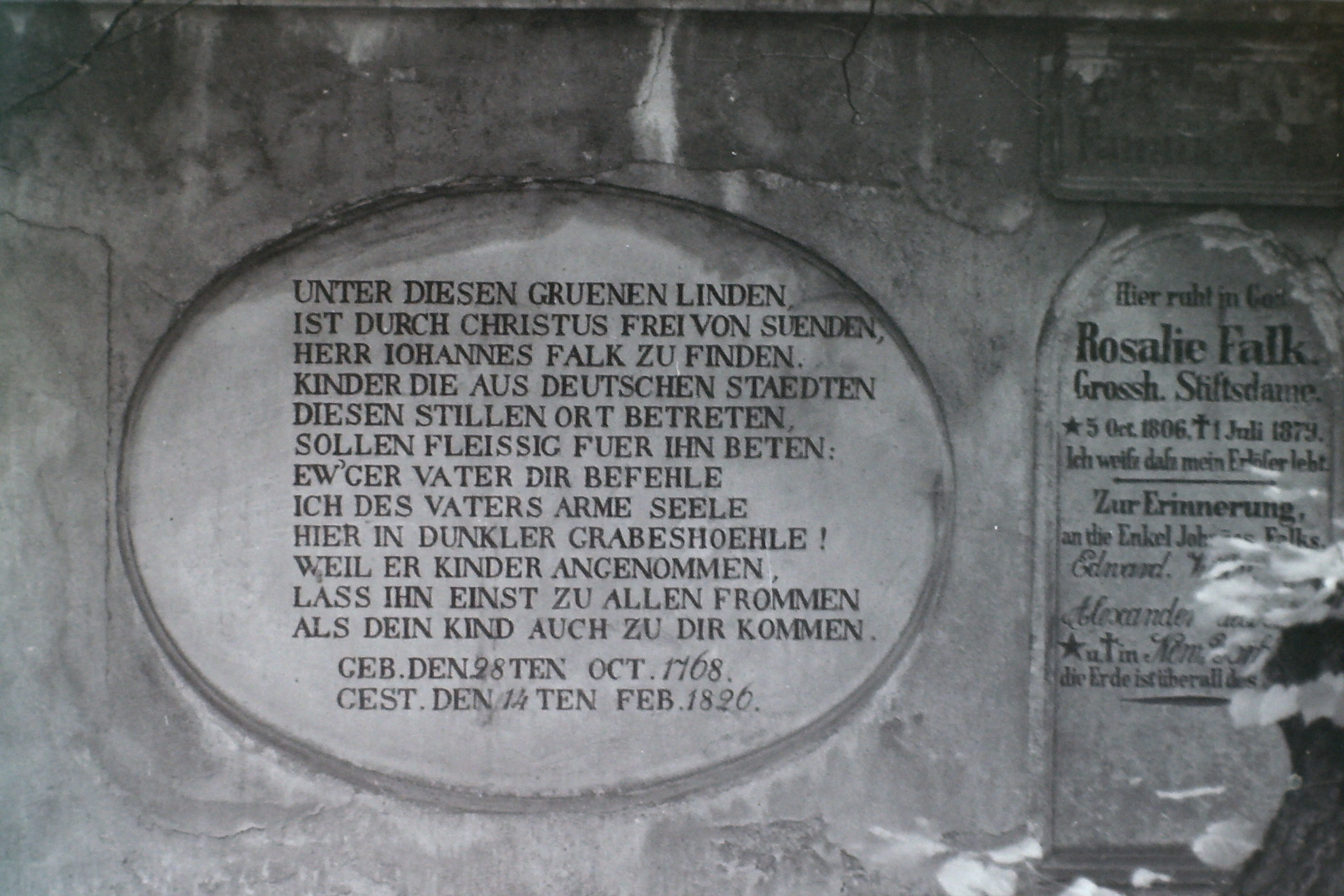
Grabplatten von Johannes Daniel Falk und Rosalie Falk

Rosalie Falk (* 5. Oktober 1803 in Weimar; † 1. Juli 1879 in Berka) war eine deutsche Schriftstellerin und Pädagogin. Sie war eine Tochter von Johannes Daniel Falk (1768–1826) und Elisabeth Charlotte Caroline Falk, geb. Rosenfeld (1780‒1841).

## Leben
Rosalie Falk half jahrelang in der Familie und zum hundertsten Geburtstag ihres Vaters brachte sie ihre Biographie über ihn heraus. Rosalie hinterließ einen Bericht über die Besetzung Weimars durch die Franzosen 1806 und das Engagement ihres Vaters in dieser Zeit. In dem kurzen Bericht aus dem Jahr 1868 erschien auch Goethe. Sie schrieb: „Mein Vater setzte hierauf ein Rundschreiben an die Bewohner Weimar’s auf und schickte es in die Häuser, und trotzdem, dass die Stadt geplündert war, trotzdem dass zwei Armeen in derselben fouragiert hatten, gelang es ihm, eine nicht unbedeutende Kollekte von den verlangten Gegenständen zusammen zu bringen, wozu Goethe, Madame Schopenhauer und andere Personen, die nicht durch die Plünderung gelitten hatten, das meiste beitrugen.“ Einen Tag vor seinem Tod am 13. Februar 1826 hatte Johann Daniel Falk seiner Tochter Rosalie sein Testament diktiert. Dieses enthielt Einzelheiten zur Baufinanzierung, Unterhalt und den Fortgang des Falkschen Instituts sowie familiäre Belange. Zur 100-jährigen Geburtstagsfeier 1868 Johannes Daniel Falks waren Mitglieder der Großherzoglichen Familie als auch der Familie Falk, darunter Rosalie zugegen.
Sie wurde in der Familiengrabstelle auf dem Historischen Friedhof Weimar begraben. Auf ihrer Grabplatte wird sie als Großherzogliche Stiftsdame bezeichnet. Das wurde sie 1869 durch „außerordentliche Fundation“ durch Großherzogin Sophie, die auch Obervorsteherin des Damenstifts war, sie vorschlug, und durch den Großherzog Carl Friedrich, der sie zu dieser ernannte. Es handelt dabei sich um das Großherzogliches Carl-Friedrich-Damenstift Großcromsdorf, das 1858 durch Maria Pawlowna zum Gedächtnis an den Großherzog Carl Friedrich begründet wurde.

## Werke
- Rosalie Falk: Johannes Falk. Erinnerungsblätter aus Briefen und Tagebüchern gesammelt von seiner Tochter. Weimar 1868. Digitalisat.